# Janggok-myeon
Janggok-myeon (koreanska: 장곡면) är en socken i kommunen Hongseong-gun i provinsen Södra Chungcheong i Sydkorea, 120 km söder om huvudstaden Seoul.